# San Cristóbal-szigeti berkiposzáta
A San Cristóbal-szigeti berkiposzáta (Horornis parens) a verébalakúak (Passeriformes) rendjébe, ezen belül a berkiposzátafélék (Cettiidae) családba tartozó faj.

## Rendszerezése
A fajt Ernst Mayr német ornitológus írta le 1935-ben, a Vitia nembe Vitia parens néven. Sorolták a Cettia nembe Cettia parens néven is.

## Előfordulása
A Salamon-szigetekhez tartozó San Cristóbal-szigetén honos. Természetes élőhelyei a szubtrópusi vagy trópusi síkvidéki és hegyi esőerdők. Állandó, nem vonuló faj.

## Megjelenése
Testhossza 12 centiméter, testtömege 14–19 gramm.

## Életmódja
Kisebb gerinctelenekkel táplálkozik.

## Természetvédelmi helyzete
Az elterjedési területe kicsi, egyedszáma ugyan csökken, de még nem éri el a kritikus szintet. Az élőhelyeinek folyamatos pusztulása fenyegeti. A Természetvédelmi Világszövetség Vörös listáján nem fenyegetett fajként szerepel.